# Laia Marull
Laia Marull (Barcelona, 4 de janeiro de 1973) é uma atriz espanhola. Desde o inicio de sua carreira, recebeu três Premios Goya e uma Concha de Prata no Festival Internacional de Cinema de San Sebastián.

## Filmografia
- 1994 : A deshoras (curtametragem), de Miguel Ángel Baixauli
- 1994 : El viaje (curtametragem), de Andreu Zurriaga
- 1994 - 1999 : Estació d'enllaç (série)
- 1996 : Assumpte intern, de Carles Balagué
- 1996 : Razones sentimentales, de Antonio A. Farré
- 1996 - 1997 : Nova ficció (série), de Jesús Mora
- 1997 : Primera jugada (TV), de Lluís Maria Güell
- 1998 : Mensaka, páginas de una historia, de Salvador García Ruiz
- 1998 : Me gusta verlos mirarse (court métrage), de Juantxo Grafulla
- 1999 : La sombra de Caín, de Paco Lucio
- 1999 : Lisboa de Antonio Hernández
- 1999 : Pirata (TV), de Lluís Maria Güell
- 2000 : El viaje de Arián, de Eduard Bosch
- 2000 : Fugitivas, de Miguel Hermoso
- 2000 : Café Olé de Richard Roy
- 2000 : Pleure pas Germaine, de Alain de Halleux
- 2003 : Les veus del vespre, de Salvador García Ruiz
- 2003 : Ne dis rien (Te doy mis ojos), de Icíar Bollaín
- 2005 : Oculto, de Antonio Hernández
- 2007 : El Greco, les ténèbres contre la lumière, de Yannis Smaragdis
- 2008 : Pretextos, de Sílvia Munt
- 2009 : 9 (curtmetratge), de Candela Peña
- 2010 : Pa negre, de Agustí Villaronga
- 2010 : Le territoire des ombres: le secret des Valdemar, de José Luis Alemán
- 2010 : Le territoire des ombres: le monde interdit, de José Luis Alemán
- 2010 : Ermessenda (série), de Lluís Maria Güell
- 2015 : Carlos Rey Emperador (série)